# Cattedrale di San Giorgio (Wiener Neustadt)
La cattedrale di San Giorgio (in tedesco Sankt Georgs-Kathedrale) è la cattedrale dell'ordinariato militare in Austria, si trova all'interno del castello di Wiener Neustadt, nell'omonima città austriaca.

## Storia

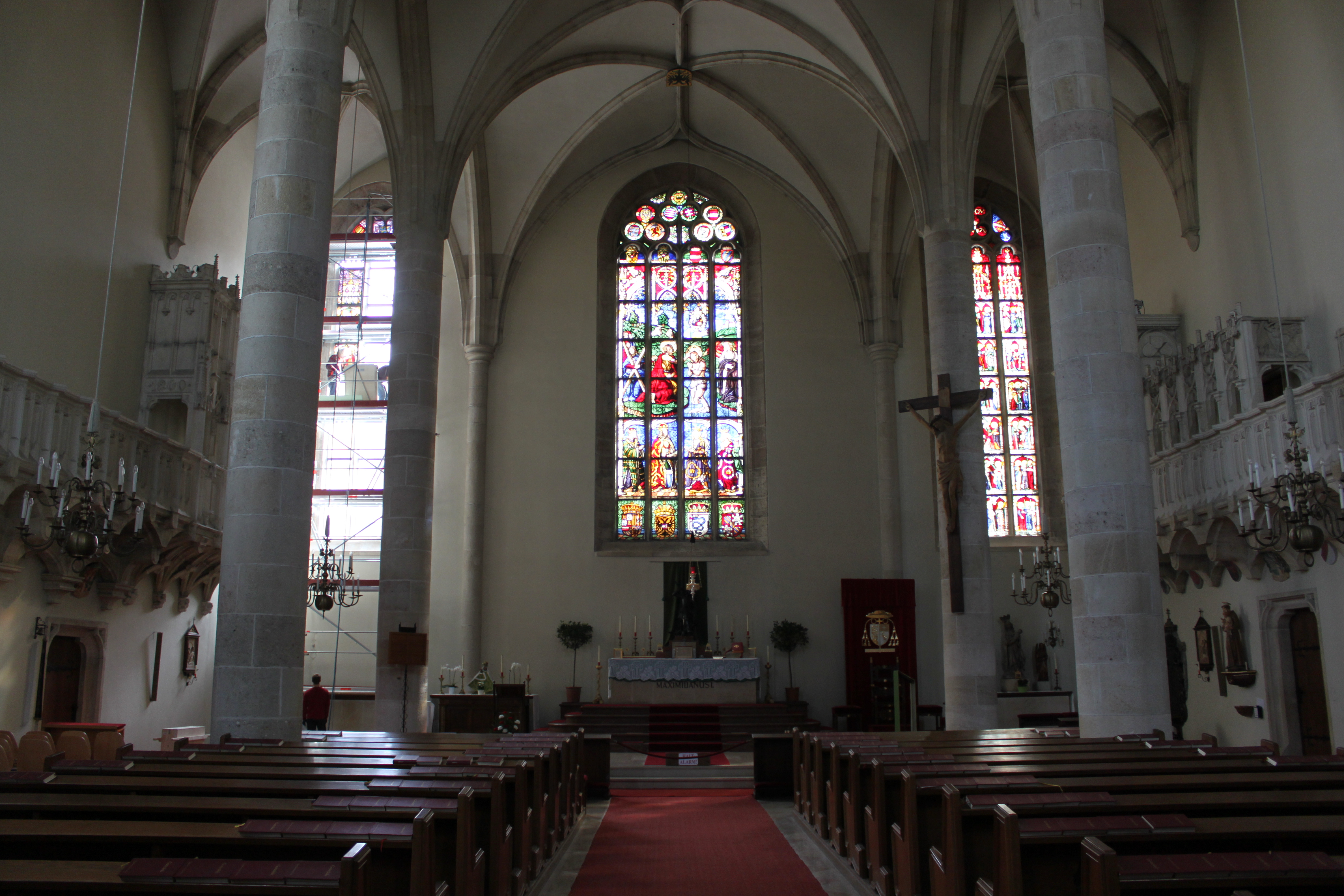
veduta dell'interno

La chiesa, edificata sul lato ovest del castello di Wiener Neustadt, è stata commissionata intorno all'anno 1440 all'architetto Peter von Pusica dal re Federico IV. Al termine dei lavori la chiesa è stata dedicata a Santa Maria e consacrata nel 1460. Nel 1479 l'ordine dei cavalieri di San Giorgio stabilì il suo quartier generale a Wiener Neustadt ed il santo patrono della chiesa divenne San Giorgio. 
Dopo l'abolizione dell'ordine equestre nel 1600, la chiesa fu affidata prima ai cistercensi ed in seguito agli scolopi. Nel 1608 e nel 1616 due incendi danneggiarono il castello e la chiesa, che vennero riparati su iniziativa di Massimiliano III.
Con la fondazione dell'Accademia militare Teresiana di Maria Teresa nel 14 dicembre 1751, la chiesa è stata strettamente legata al destino del castello come sede della scuola militare. Il castello e la chiesa sono stati completamente distrutti in un bombardamento del 12 marzo 1945, la ricostruzione ha avuto inizio l'anno seguente, per essere poi completata nel 1958.
La chiesa dal 1963 è sede dell'ordinariato militare ed è stata contestualmente elevata a cattedrale. Dal 13 dicembre 1967 ha assunto anche il titolo di basilica minore.